# Padiglione Germania
Il padiglione della Germania è la sede espositiva della partecipazione nazionale tedesca all'interno della Biennale d'arte e della Biennale di architettura a Venezia.

## Storia del padiglione

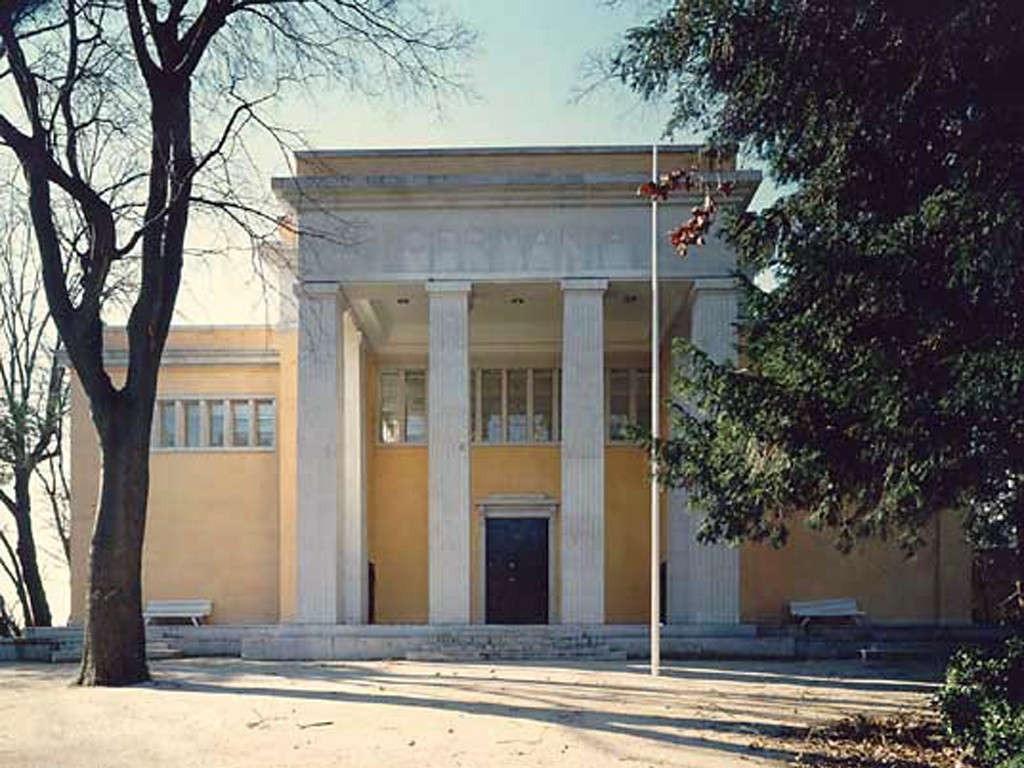
Il Padiglione della Germania nel 2013

La Germania partecipa all'Esposizione internazionale d'arte di Venezia fin dalla sua prima edizione nel 1895, quando la mostra riuniva 14 paesi in un unico padiglione espositivo costruito ai Giardini Pubblici di Castello.
Nel 1903 cominciò la costruzione dei primi padiglioni nazionali, ovvero delle strutture affidate alla rappresentanza ufficiale delle singole nazioni, e quello tedesco, denominato "Bavarese" fino al 1912, vide la luce nel 1905 ad opera dell'architetto italiano Daniele Donghi.
A partire dal 1912, per scelta del Secondo Reich, l'edificio venne denominato "padiglione della Germania".
Nel 1938 la struttura del padiglione tedesco subì alcune modifiche ad opera dell'architetto Ernst Haiger. Operando in particolare sulla facciata, Haiger sostituì le colonne ioniche originarie con pilastri rettangolari chr sostengono un solido architrave, secondo lo stile della "nuova" architettura nazista.
Dopo la seconda guerra mondiale, con la conseguente divisione della Germania, il padiglione tedesco fu posto nelle disponibilità della Repubblica Federale Tedesca, che fino al 1964 propose principalmente delle mostre d'arte riguardanti la prima metà del XX secolo, ovvero esibizioni di quelle forme d'espressione giudicate "degenerate" dal regime nazista.
A partire dal 1964, dopo una ristrutturazione degli spazi interni del padiglione, la commissione guidata da Eduard Trier, decise di rivolgere l'attenzione all'arte contemporanea tedesca con opere create appositamente per la Biennale.
Dal 1982 al 1990 anche la Repubblica Democratica Tedesca ebbe l'opportunità di esporre i propri artisti ma raggruppato negli spazi dell'ex padiglione delle arti decorative.
Con la riunificazione tedesca, il padiglione rimase di proprietà della Repubblica Federale di Germania,  continua a gestirlo tutt'oggi attraverso l'ufficio federale degli esteri della Repubblica Federale di Germania, in collaborazione con l'Istituto degli esteri relazioni culturali.

## Criteri di Selezione
Il Padiglione della Germania è tradizionalmente commissionato e co-finanziato dal Ministero degli esteri tedesco, che da sempre contribuisce a sviluppare uno scambio culturale con tutto il mondo. Su suggerimento di un comitato consultivo, formato da esperti e da alcuni direttori di musei d'arte tedesca, viene nominato un curatore (fino al 2000 era chiamato commissario), responsabile per la selezione degli artisti e l'organizzazione della partecipazione tedesca alle edizioni dell'Esposizione internazionale d'arte.

## Esposizioni dal 1964
- 1964: Joseph Faßbender, Norbert Kricke; commissario: Eduard Trier
- 1966: Horst Antes, Günter Haese, Günter Ferdinand Ris; commissario: Eduard Trier
- 1968: Horst Janssen, Richard Oelze, Gustav Seitz; commissario: Alfred Hentzen
- 1970: Kaspar-Thomas Lenk, Heinz Mack, Georg Karl Pfahler, Günther Uecker; commissario: Dieter Honisch
- 1972: Gerhard Richter; commissario: Dieter Honisch
- 1976: Joseph Beuys, Jochen Gerz, Reiner Ruthenbeck; commissario: Klaus Gallwitz
- 1978: Dieter Krieg, Ulrich Rückriem; commissario: Klaus Gallwitz
- 1980: Georg Baselitz, Anselm Kiefer; commissario: Klaus Gallwitz
- 1982: Hanne Darboven, Gotthard Graubner, Wolfgang Laib; commissario: Johannes Cladders
- 1984: Lothar Baumgarten, A. R. Penck; commissario: Johannes Cladders
- 1986: Sigmar Polke; commissario: Dierk Stemmler
- 1988: Felix Droese; commissario: Dierk Stemmler
- 1990: Bernd e Hilla Becher, Reinhard Mucha; commissario: Klaus Bußmann
- 1993: Hans Haacke, Nam June Paik; commissario: Klaus Bußmann
- 1995: Katharina Fritsch, Martin Honert, Thomas Ruff; commissario: Jean Christophe Ammann
- 1997: Gerhard Merz, Katharina Sieverding; commissario: Gudrun Inboden
- 1999: Rosemarie Trockel; commissario: Gudrun Inboden
- 2001: Gregor Schneider (ausgezeichnet mit dem Goldenen Löwen); commissario: Udo Kittelmann
- 2003: Candida Höfer, Martin Kippenberger; curatore: Julian Heynen
- 2005: Thomas Scheibitz, Tino Sehgal; curatore: Julian Heynen
- 2007: Isa Genzken; curatore: Nicolaus Schafhausen
- 2009: Liam Gillick; curatore: Nicolaus Schafhausen
- 2011: Cristoph Schlingensief; curatore: Susanne Gaensheimer
- 2013: Ai Weiwei, Romuald Karmakar, Santu Mofokeng, Dayanita Singh; curatore: Susanne Gaensheimer
- 2015: Tobias Zielony, Hito Steyerl, Olaf Nicolai, Jasmina Metwaly and Philip Rizk; curatore: Florian Ebner
- 2017: Anne Imhof; curatore: Susanne Pfeffer
- 2019: Natascha Sadr Haghighian; curatore: Franciska Zólyom
- 2022: Maria Eichhorn; curatore Yilmaz Dziewior